# Régiposta Étterem (Debrecen)
A Régiposta Étterem Debrecen legrégebbi fennmaradt lakóháza, az 1690-es években emelt patriciusház, helyi megnevezése a Régiposta, a Széchenyi utca 6. szám alatt található.
Udvari részét árkádos folyosó díszíti, boltozatos pincéi a tulajdonos áruinak őrzését szolgálták. A 17. század végén már Diószegi Sámuelé, aki 1706–1716 között többször volt a város főbírója, és az első postamestere is ő volt. A ház postaállomásként és fogadóként is szolgált.
Legnevezetesebb vendége XII. Károly svéd király volt, aki csapataival vereséget szenvedett Nagy Péter cár seregeitől, és menekülni volt kénytelen Törökországba. Törökországból az Orosz Birodalmat elkerülő úton igyekezett hazafelé, mikor 1714-ben Debrecen városába érkezett. A felvilágosult király ékes latinsággal társalgott borozgatás közben a város szenátoraival és professzoraival. Mivel a svédek is protestánsok, igen szívélyes fogadtatásban részesült a királyi vendég. Elégedetten jegyezte fel, hogy „abban a távoli városban” jól felszerelt könyvtár áll rendelkezésre.
A neves eseményt a Füredi Richárd által tervezett domborműves emléktábla örökíti meg az épület falán.